# Вёрт (Эльзас)
Вёрт (фр. Wœrth) — коммуна на северо-востоке Франции в регионе Гранд-Эст (бывший Эльзас — Шампань — Арденны — Лотарингия), департамент Нижний Рейн, округ Агно-Висамбур, кантон Рейшсоффен. До марта 2015 года коммуна являлась административным центром одноимённого упразднённого кантона (округ Висамбур).

## История
Во времена Священной Римской империи Вёрт был частью графства Ганау-Лихтенберг. С 1588 года граф Филипп V Ганау-Лихтенбергский напечатал здесь первые монеты, имевшие хождение в его округе.
Вёрт получил известность, как место битвы в начале Франко-Прусской войны 6 августа 1870 года. В этом сражении погибло около 20 000 воинов. Сегодня имеется музей, хранящий реликвии той эпохи. В Германии во многих городах названы улицы в память о битве при Вёрте, например, в Берлине. Это победоносное для немцев сражение сыграло важную роль в объединении германских государств. В Вёрте и его окрестностях, прежде всего, к западу от города, на дорогах по направлению к Фрешвиллеру и Эльзасхаузену, находятся многочисленные военные памятники, которые хранят память как о французах, так и о немцах, погибших в той войне.

## Географическое положение

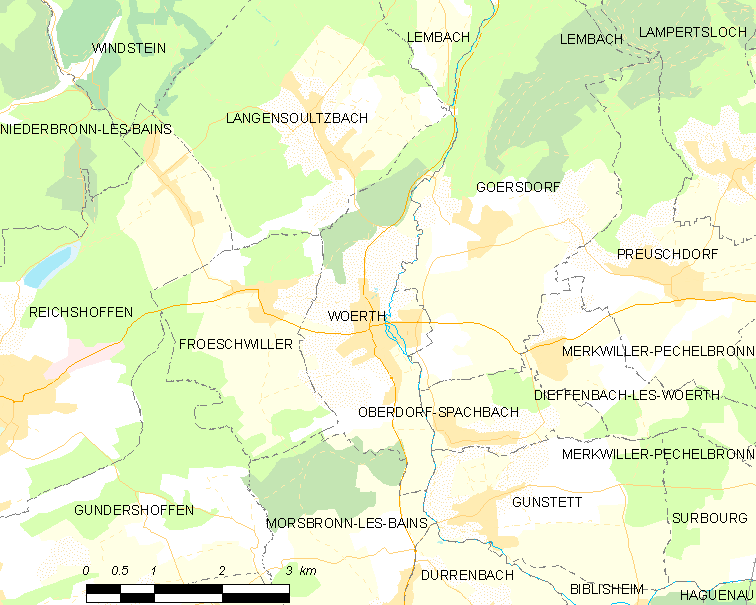
На карте

Коммуна расположена на реке Зауэр у возвышенности около Южного Пфальцского леса, в 23 километрах к юго-западу от Висамбура. Является частью регионального природного заповедника Северные Вогезы.
Площадь коммуны — 6,47 км², население — 1796 человек (2006) с тенденцией к стабилизации: 1753 человека (2013), плотность населения — 270,9 чел/км².

## Население
Население коммуны в 2011 году составляло 1790 человек, в 2012 году — 1769 человек, а в 2013-м — 1753 человека.
| 1962 | 1968 | 1975 | 1982 | 1990 | 1999 | 2006 | 2008 | 2011 | 2012 | 2013 |
| ---- | ---- | ---- | ---- | ---- | ---- | ---- | ---- | ---- | ---- | ---- |
| 1335 | 1475 | 1741 | 1710 | 1626 | 1670 | 1796 | 1824 | 1790 | 1769 | 1753 |

Динамика населения:

## Экономика
В 2007 году среди 1144 человек в трудоспособном возрасте (15-64 лет) 867 были экономически активными, 277 — неактивными (показатель активности 75,8 %, в 1999 году было 72,0 %). Из 867 активных работали 793 человек (442 мужчины и 351 женщина), безработных было 74 (27 мужчин и 47 женщин). Среди 277 неактивных 87 человек были учениками или студентами, 97 — пенсионерами, 93 были неактивными по другим причинам.
В 2008 году в муниципалитете числилось 705 налогооблагаемых домашних хозяйств, в которых проживали 1786,5 человека. Кривая доходов приносила 18 708 евро на одного потребителя.
В 2010 году из 1134 человек трудоспособного возраста (от 15 до 64 лет) 868 были экономически активными, 266 — неактивными (показатель активности 76,5 %, в 1999 году — 72,0 %). Из 868 активных трудоспособных жителей работали 788 человек (423 мужчины и 365 женщин), 80 числились безработными (37 мужчин и 43 женщины). Среди 266 трудоспособных неактивных граждан 81 были учениками либо студентами, 100 — пенсионерами, а ещё 85 — были неактивны в силу других причин.

## Достопримечательности (фотогалерея)

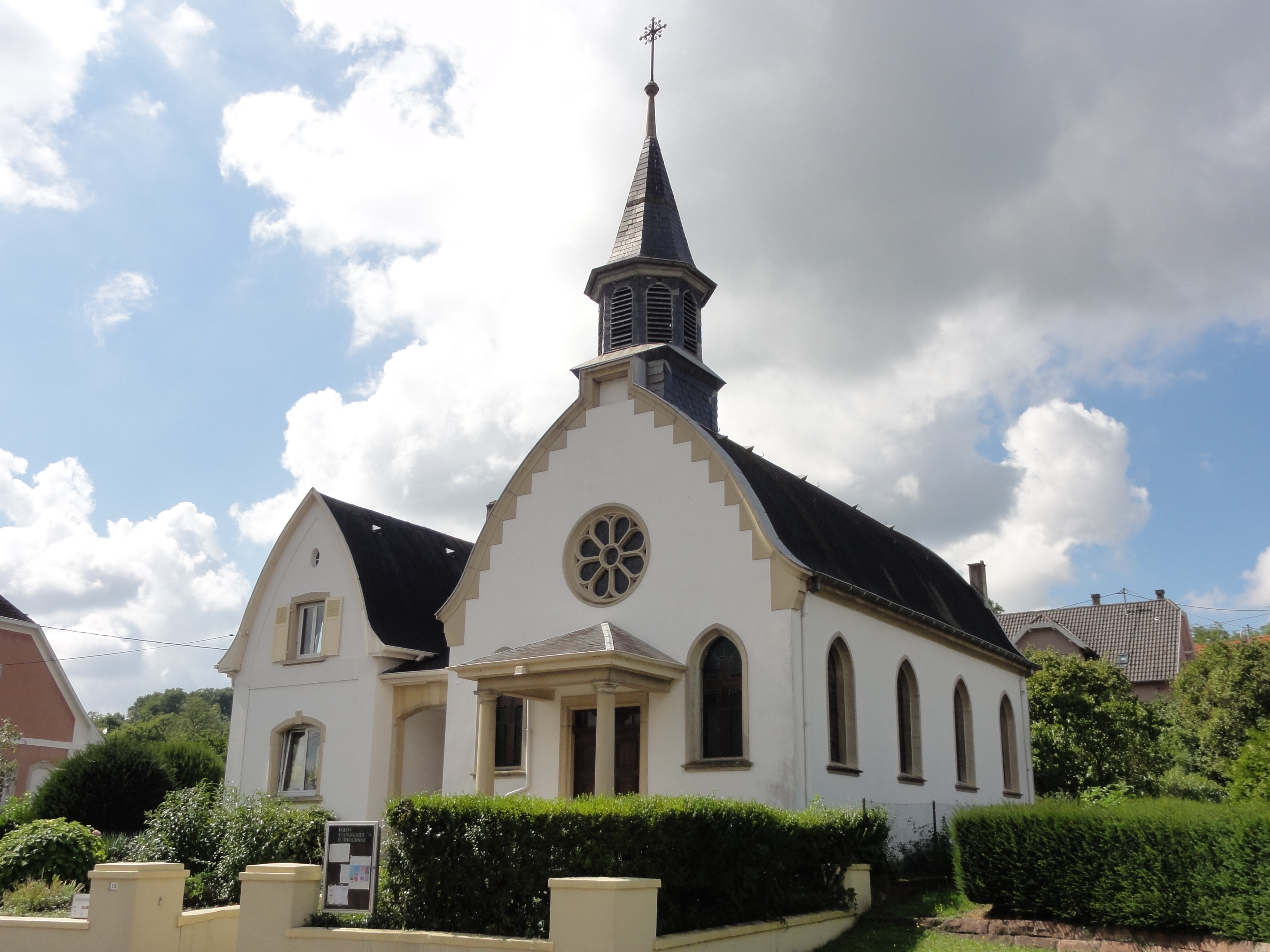
Церковь
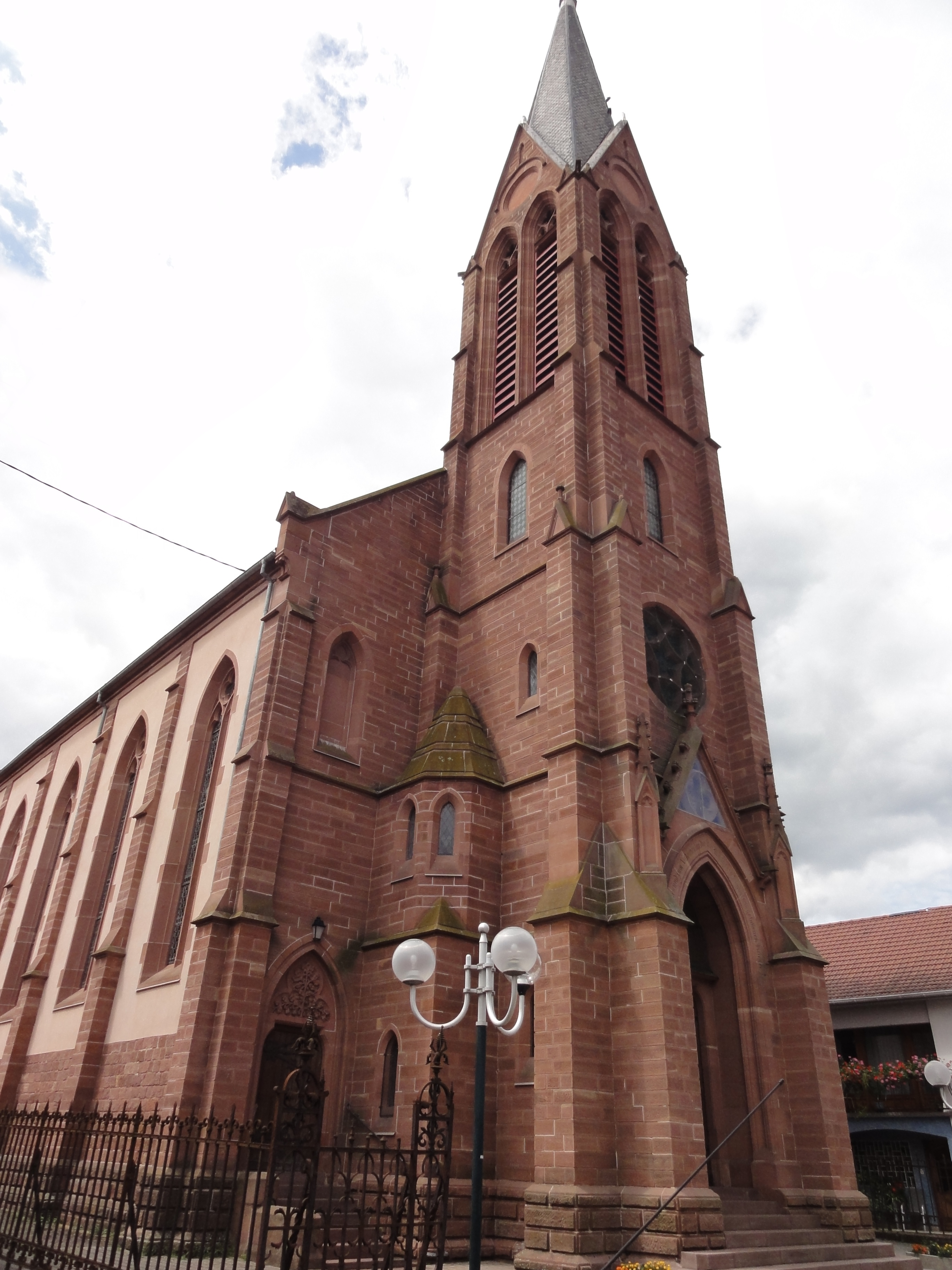
Церковь Сен-Лорен
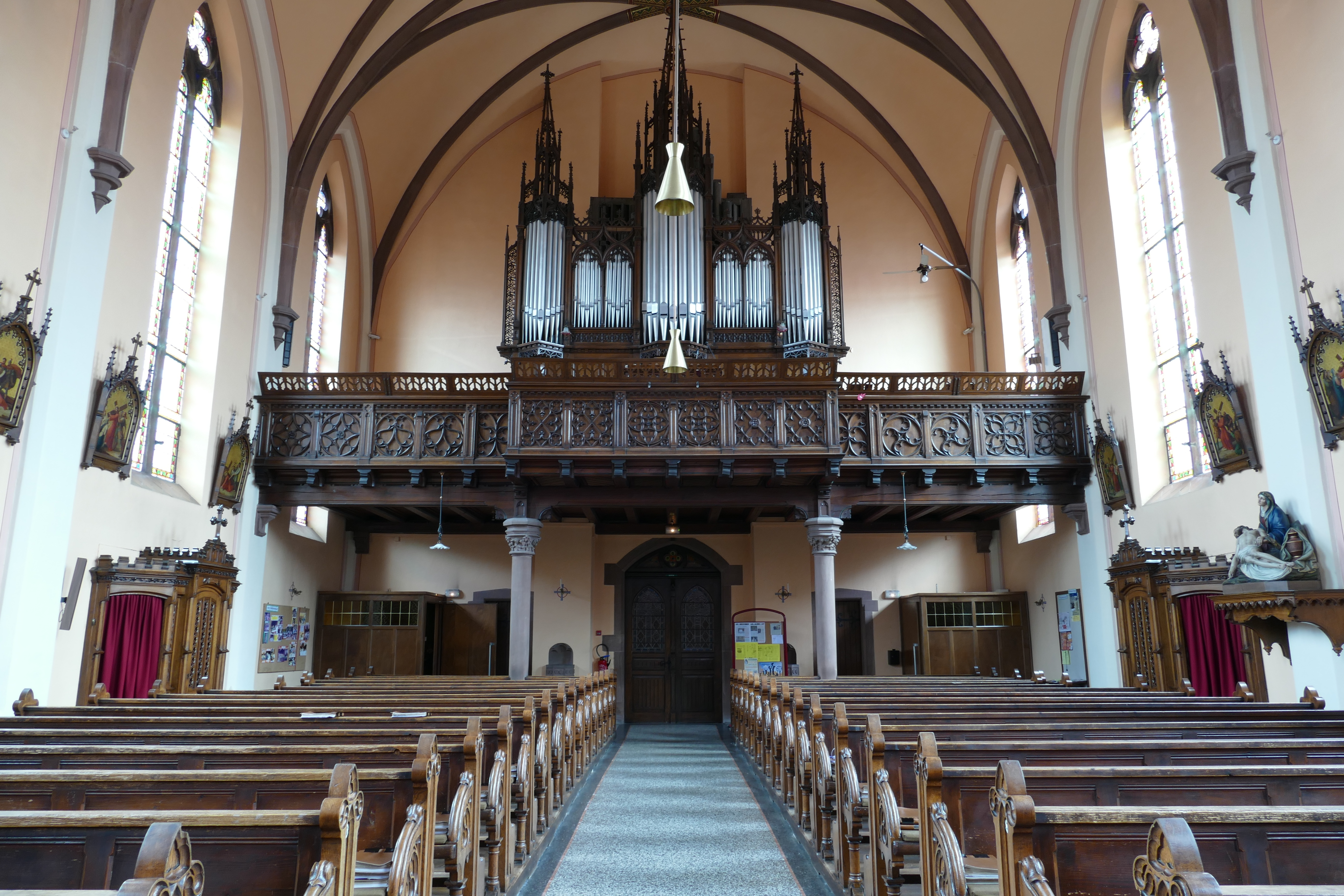
Орган (1898)